# Prokuj
Prokuj – imię męskie pochodzenia słowiańskiego, złożone z członów prok- („proch”, „resztki”) i -uj („wuj”).
Osoby noszące imię Prokuj:
- Prokuj – dynasta węgierski, wuj króla Stefana I Świętego.